# Segmentul A
Segmentul A este prima categorie din sistemul de clasificare a autoturismelor definit de Comisia Europeană. Este folosit pentru mașinile de oraș, cea mai mică categorie de autoturisme definită. Mașinile care făceau parte din această clasă în anii '80 au crescut treptat în dimensiuni, migrând către segmentul B al mașinilor din noua clasă denumită supermini.
Numită și clasa mini, se referă la mașini de oraș de dimensiuni mici, de obicei sub 3,6 metri lungime și sub 1,6 metri lățime, cu motoare de mic litraj și de cele mai multe ori cu hayon.
Mașini precum Seat Ibiza, Volkswagen Polo sau Opel Corsa aveau în anii '80 lungimea de aproximativ 3,6 metri iar lățimea de aproximativ 1,6 metri. Generațiile acestora din anii 2000 ating aproape 4 metri lungime și 1,7 metri lățime. În locul lor producătorii au creat noi modele care să îi reprezinte în segmentul A. Spre exemplu: Seat Arosa, Volkswagen Lupo sau Opel Agila.
Primul model autohton din această clasă a fost autoturismul Dacia 500 Lăstun realizat din fibră de sticlă, la Timișoara.

## Exemple de mașini din clasa mini
| - Fiat 500 (3,54 m, 1,62 m) - Fiat Panda (3,53 m, 1,57 m) - Fiat Seicento (3,37 m, 1,50 m) - Hyundai i10 (3,56 m, 1,59 m) - Kia Picanto (3,53 m, 1,59 m) | - Opel Agila (3,53 m, 1,62 m) - Renault Twingo (3,60 m, 1,65 m) - Suzuki Alto (3,39 m, 1,47 m) - Toyota Aygo (3,40 m, 1,61 m) - Volkswagen Lupo (3,52 m, 1,64 m) |